# Warzymice
Warzymice (deutsch Klein Reinkendorf) ist ein Dorf in der polnischen Woiwodschaft Westpommern. Das Dorf bildet einen Teil der Gmina Kołbaskowo (Landgemeinde Kolbitzow) im Powiat Policki (Pölitzer Kreis).

## Geschichte
Der Ort wurde zum ersten Mal in den Quellen von 1220 genannt. Seit 1945 in den Grenzen des polnischen Staates. Zuerst hieß das Dorf Akowo – genannt nach den ersten Einwohnern – den Soldaten der polnischen Heimatarmee (Armia Krajowa). 1947 wurde der Name kraft amtlicher Verordnung auf Warzymice geändert.

## Geographische Lage und Einwohnerzahl
Warzymice liegt etwa 7 Kilometer südwestlich von Stettin (Szczecin) und etwa 20 Kilometer südlich von Police (Pölitz).
Im Dezember 2024 lebten in Warzymice 4177 Einwohner. Den größten Teil des Ortes bilden Neusiedlungen.

## Verkehr
Östlich vom Ort verläuft die Bahnstrecke Berlin–Szczecin, an der auch ein Haltepunkt bestand. Dieser wird jedoch nicht mehr bedient.

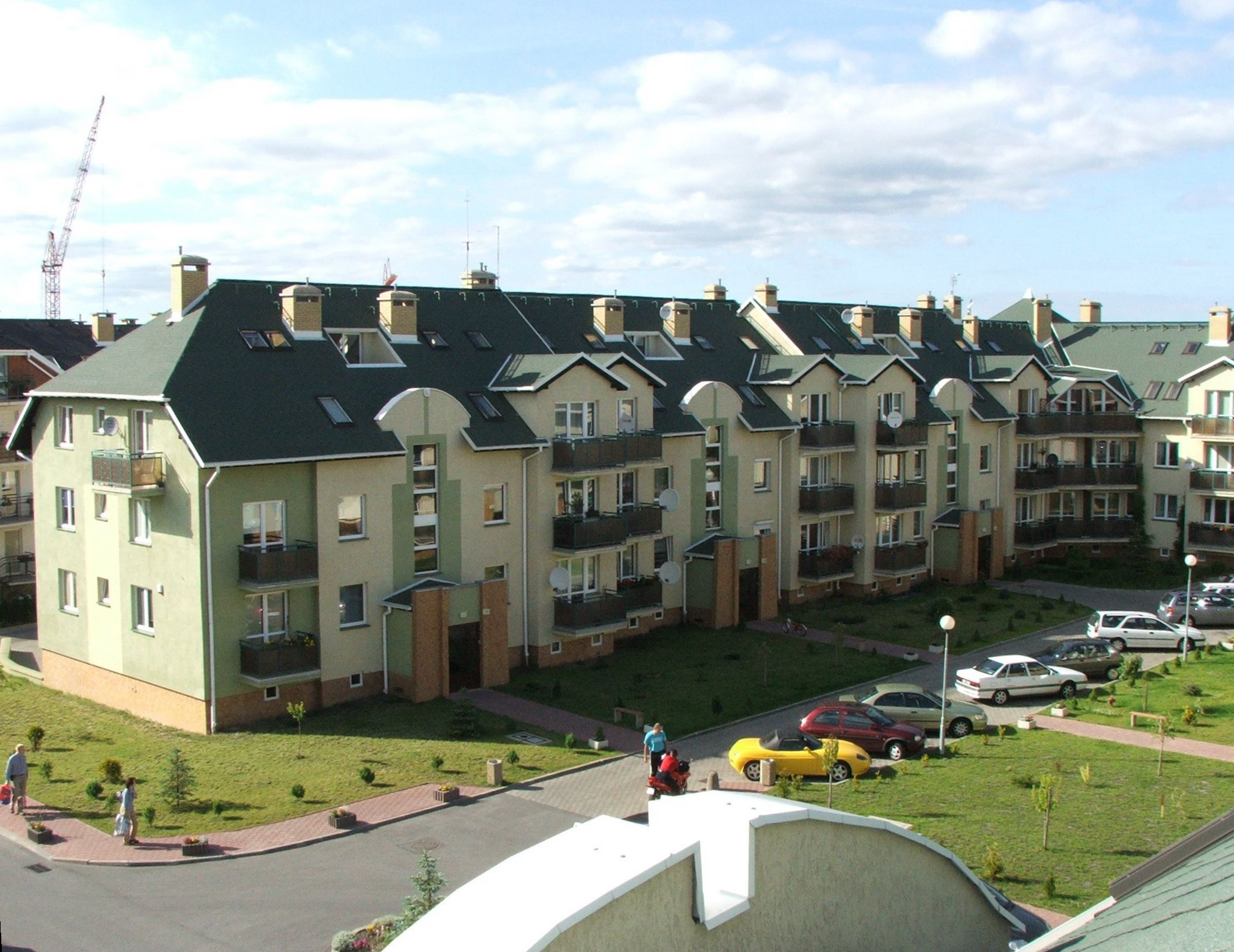
Siedlung in Warzymice